# Pomatorhinus ochraceiceps
Pomatorhinus ochraceiceps е вид птица от семейство Timaliidae.

## Разпространение
Видът е разпространен в Бангладеш, Виетнам, Индия, Китай, Лаос, Мианмар и Тайланд.